# Пыхань
Пыха́нь (бел. Пыхань) — деревня в Даниловичском сельсовете Ветковского района Гомельской области Белоруссии.

## География

### Расположение
В 24 км на северо-запад от Ветки, 9 км от железнодорожной станции Костюковка (на линии Жлобин — Гомель), 24 км от Гомеля.

### Гидрография
На западе мелиоративные каналы, соединенные с рекой Беличанка (приток реки Уза).

## Транспортная сеть
Автодороги Даниловичи — Костюковка и Даниловичи — Ветка. Планировка состоит из прямолинейной меридиональной улицы, к которой с запада присоединяются 3 короткие улицы. Застройка двусторонняя, деревянная, усадебного типа.

## История
По письменным источникам известна с начала XIX века как село в Поколюбичской волости. Деревня находилась во владении фельдмаршала графа П. А. Румянцева-Задунайского. С 1834 года владение фельдмаршала графа И. Ф. Паскевича, в составе Климовской экономии. В 1816 году рядом находился староверческий скит. С 1880 года действовал хлебозапасный магазин. Согласно переписи 1897 года в Гомельском уезде Могилёвской губернии, работал трактир. В 1909 году 1066 десятин земли, школа, мельница.
С 8 декабря 1926 года по 30 декабря 1927 года центр Пыханьского с/с Гомельского района Гомельского округа В 1929 году созданы колхозы имени С. М. Будничного и «Коминтерн», работали 3 ветряные мельницы (с 1923, 1929 годов), паровая мельница (с 1917 года), 4 кузницы. Во время Великой Отечественной войны на фронтах и в партизанской борьбе погибли 79 жителей, в память о погибших стела, поставленная в 1968 г. на окраине деревни. В 1959 году центр колхоза «Заря». Размещается 9-летняя школа, детский сад, Дом культуры, библиотека, фельдшерско-акушерский пункт, отделение связи, магазин.

## Население

### Численность
- 2004 год — 138 хозяйств, 398 жителей.

### Динамика
- 1816 год — 13 жителей.
- 1897 год — 116 дворов, 593 жителя (согласно переписи).
- 1909 год — 122 двора, 825 жителей.
- 1940 год — 175 дворов.
- 1959 год — 543 жителя (согласно переписи).
- 2004 год — 138 хозяйств, 398 жителей.